# Вошивенька (річка)
Вшивенька — річка у Берестинському районі Харківської області, права притока Вошивої (басейн Дніпра).

## Опис
Довжина річки приблизно19  км. Формується з декількох безіменних струмків та багатьох водойм. Площа басейну 64,8 км².

## Розташування
Вошивенька бере початок в селі Софіївка. Тече переважно на південний захід і в селі Лукашівка впадає у річку Вошиву, ліву притоку Берестової.
Населені пункти вздовж берегової смуги: Роздолля, Ясна Поляна, Вільне, Шкаврове, Новопавлівка, Олександрівка, Варварівка.
Річку перетинає 3 автомобільні дороги Р79 М29 М18